# 沢
沢（さわ）は、細い川、もしくは短い川の通称である。

## 沢の概要について
沢の特徴は上述の通り短さ・幅の狭さであるがその区別は曖昧であり、長大な沢・広い河原を有する沢もあれば、長さ数百mに満たない川もある。更に沢の支流に川があることもある。また、原頭部からの距離が短く、したがって流量は少ないが水質の良い山間部の川を指す場合もある。湧水のことを指す場合もある。
沢も川の一種であるが、流量の少なさのため水利・水運・水防上の重要性が低く、一級・二級河川の指定を受けているものはない。地図上無名のものや、「一号沢」「二号沢」「一郷沢」「二郷沢」「一の沢」「二の沢」「中の沢」といった名称のものもある。

## 沢の多いところ
山岳部でよくみられる。おもに川の支流として多い。ただ、単独で海に注ぐ沢も存在する。あまり人の手が加えられていないような場所に多い。

## 名称
新潟県、長野県、静岡県以東の東日本では「○○沢」と呼ばれることが多いが、富山県、岐阜県、愛知県以西の西日本では「○○谷」と呼ばれることが多い。富山県東部と新潟県糸魚川地域では地名に谷と沢が混在している箇所がある。
ただし例外もあり、東京都の奥多摩の日原地区で「○○谷」（例、大雲取谷）と呼ばれていたりするなどのケースもある。
他には「○○俣」（例、静岡県静岡市葵区田代にある小西俣）、「○○窪（クボ）」（例、山梨県丹波山村にある奥甚助クボ、山梨県山梨市の徳和川上流域の東奥山クボ）などのケースもある。
また、埼玉県の奥武蔵・入間地方には「○○ヤツ」（例、埼玉県飯能市にある空竜ヤツ）、「○○入」（例、埼玉県越生町にある藤原入）という呼称もある。

## 沢の例
北海道（沢の数が多い）
石狩川源流部の支流に大雪湖より源流部の川や沢の記事が載っているのでこちらも参照。
- 十勝川水系熊の沢
- 十勝川水系オパナイ沢
- 十勝川水系オプタテシケ沢
- 十勝川水系八ノ沢

青森県（長い沢や直接海に流れ込む沢が多い）
- 追良瀬川水系オサナメ沢
- 南股沢（海に流入）と支流の東股沢
- 大船沢（海に流入）
- 母沢（海に流入）
- 黒崎沢（海に流入）

埼玉県
- 荒川水系妙音沢

神奈川県
- 相模川水系タライゴヤ沢

など